# Пило (Фиренца)
Пило је насеље у Италији у округу Фиренца, региону Тоскана.
Према процени из 2011. у насељу је живело 107 становника. Насеље се налази на надморској висини од 159 м.